# John Hein
John Hein (n. 27 ianuarie 1886, New York City, New York, SUA – d. 29 august 1963, New York City, New York, SUA) a fost un luptător ce a reprezentat Statele Unite ale Americii, medaliat olimpic. A participat la o ediție a Jocurilor Olimpice (1904) în care a câștigat o medalie de argint.

## Participări
Lista de mai jos prezintă principalele competiții la care a participat John Hein de-a lungul carierei.
- wrestling at the 1904 Summer Olympics – men's freestyle light flyweight[*]